# Carta de Manapa-Tarhunta
La Carta de Manapa-Tarhunta (CTH 191; KUB 19.5 + KBo 19.79) es una carta hitita descubierta en los años 80. Fue escrita por un rey cliente llamado Manapa-Tarhunta a un anónimo rey hitita alrededor de 1295 a. C.

## Contenido
En la carta, Manapa-Tarhunta manifiesta estar muy enfermo. Menciona un ataque sobre Wilusa y luego la humillación que había sufrido por causa de un gran número de cautivos que, en Lazpa (o Lazba), habían sido capturados tras un ataque en el que dos personajes habían tenido un papel destacado: Piyamaradu y Atpa.
La interpretación de esta carta fragmentaria ha sido objeto de debate. Se ha sugerido que el rey hitita había ordenado a su vasallo Manapa-Tarhunta, rey del país del río Seha, rechazar a Piyamaradu debido a acciones hostiles que este había realizado sobre Wilusa. Manapa-Tarhunta no tuvo éxito debido a su enfermedad y había sufrido la humillación de que Piyamaradu había capturado gran número de artesanos o sirvientes en Lazpa y los había deportado a Millawanda, donde reinaba Atpa. Algunos de esos sirvientes debían pertenecer al rey hitita y otros al país del río Seha y por mediación del rey de Mira, Atpa consistió en devolver los que pertenecían al rey hitita pero se negaba a devolver a los que pertenecían al país del río Seha. Por otra parte, para combatir a Piyamaradu había sido enviado un ejército hitita hacia Wilusa, bajo la dirección de Gassu.

## Contexto e implicaciones históricas
Del contenido de la carta se ha deducido que el país del río Seha tenía frente a su costa la isla de Lazpa (identificada con Lesbos) y que tenía un límite septentrional con Wilusa y un límite meridional con Mira y Kuwaliya. Esto ha supuesto un importante indicio para  que muchos investigadores consideren que la localización de Wilusa debe ser idéntica a la del sitio arqueológico de Troya.
Con respecto al remitente, Manapa-Tarhunta fue un rey del país del río Seha entre los siglos XIV y XIII a. C. que se había enfrentado militarmente a los hititas en la época de Mursili II cuando este había emprendido expediciones contra Arzawa. Tras estos eventos, Manapa-Yarhunta se había rendido y había firmado un tratado de vasallaje con los hititas.
La carta menciona además a un Kupanta-Kurunta. Se conserva un tratado entre Mursili II (1322-1295 a. C.) y un Kupanta-Kurunta, rey de Mira, que menciona a Manapa-Tarhunta como uno de los gobernantes con los que Kupanta-Kurunta debía permanecer aliado.
Las menciones a Piyamaradu, a Atpa, y a un ataque sobre Wilusa asocian la carta de Manapa-Tarhunta con los eventos descritos en la Carta de Tawagalawa (c. 1250 a. C.) Piyamaradu era hostil a los hititas y protegido por el país de Ahhiyawa, mientras su yerno, Atpa, gobernaba en Millawanda (Mileto) según esta carta. Piyamaradu es también mencionado, como una figura de pasado, en la Carta de Milawata (segunda mitad del siglo XIII a. C.)
Con respecto al destinatario, se ha sugerido que este podría haber sido el rey hitita Muwatalli II.
En el tratado entre Muwatalli II (1295-1272 a. C.) y Alaksandu de Wilusa se nombra como rey del país del río Seha en ese momento a un tal Manapa-Kurunta pero se ha sugerido la posibilidad de que ese nombre haya sido un error del escriba.